# Polemikó Nautikó
Polemikó Nautikó (in greco moderno: Πολεμικό Ναυτικό, abbreviato ΠΝ - PN) è la designazione ufficiale della Marina militare greca.
Essa trae le sue radici nelle forze navali delle isole egee che combatterono contro l'Impero ottomano per l'indipendenza greca. La precedente denominazione, durante il periodo in cui la Grecia è stata una monarchia (1833-1924 e 1936–1973), era Marina Reale (Βασιλικό Ναυτικό, Vasilikó Nautikó, abbreviato ΒΝ).
Il motto della Marina greca è «Μέγα το της Θαλάσσης Κράτος» (leggi: Méga to tis thalássis krátos), traducibile come "Grande [è] il potere del mare" (ossia il potere che il mare conferisce a chi lo controlla), adattata da una frase di un'orazione di Pericle durante la Guerra del Peloponneso (μέγα γὰρ τὸ τῆς θαλάσσης κράτος), riportata da Tucidide nell'omonima opera storica (I, 143.5).

## Storia

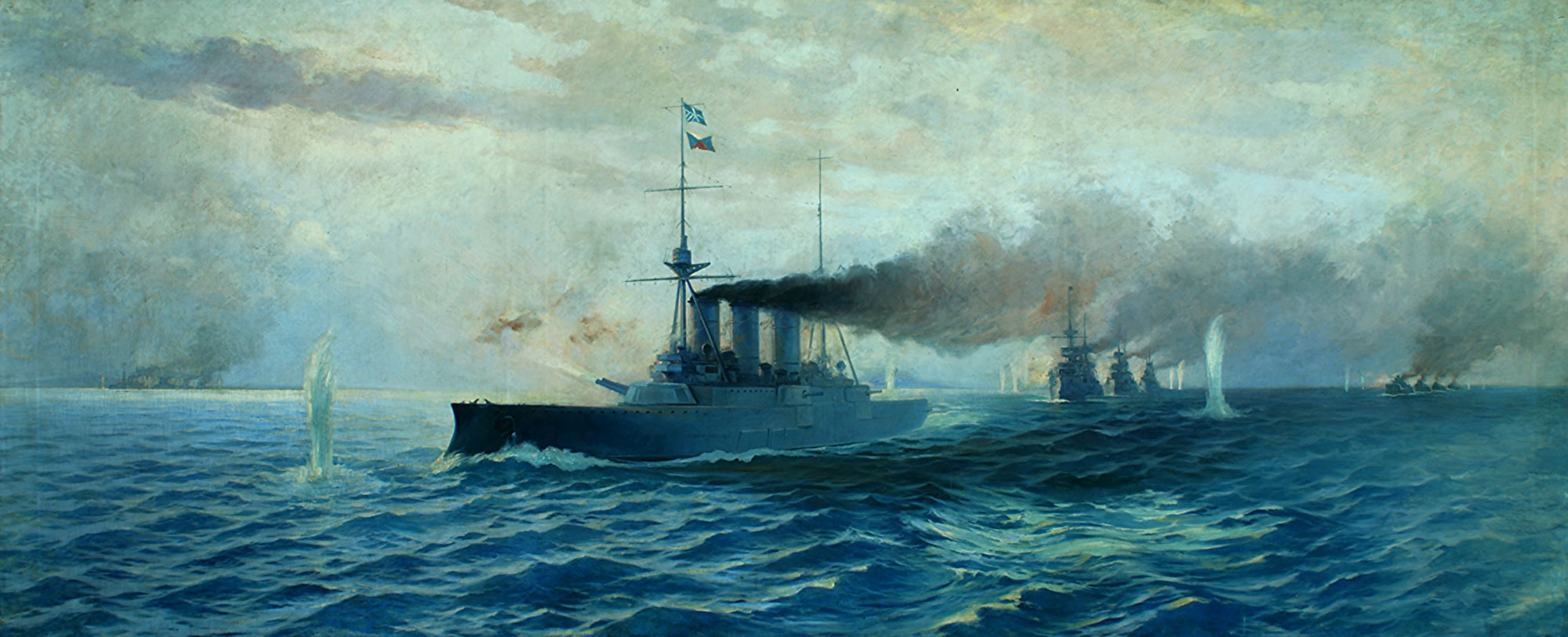
Un dipinto raffigurante la Averof alla battaglia di Elli

Le origini della marineria militare greca sono tra le più antiche del mondo, risalendo alla marina da guerra nell'antica Grecia e alla marina bizantina.
Dopo che la Grecia perse l'indipendenza, non vi fu più una marina da guerra greca fino alla riconquista della stessa iniziata con la Guerra d'indipendenza greca, scoppiata il 25 marzo 1821. In quella circostanza, Laskarina Bouboulina innalzò sul pennone dell'Agamennone, la nave da guerra più grande degli indipendentisti terminata nel 1820, la bandiera greca, ricalcata sul modello di quella della dinastia imperiale bizantina dei Comneni, assumendone il comando; il 15 aprile il popolo dell'isola si ribellò, scacciando gli ottomani e costituendo una forza navale con imbarcazioni provenienti da altre isole]. La comandante greca, raccolta una squadra navale di otto navi, navigò fino a Nauplia, operando intorno alla città un blocco navale che condusse la fortezza alla resa il 28 ottobre 1822. Successivamente, Bouboulina prese parte al blocco navale e alla caduta delle piazzeforti di Monemvasia e Pilo; l'Agamennone venne donato al governo rivoluzionario greco, che la ribattezzò Spetsai, per continuare la lotta, divenendo il vascello di punta della Marina greca;u incendiato nel corso della guerra civile combattuta tra il 1831 e il 1833, dal patriota Andreas Miaoulis, nel porto di Poros, insieme alla fregata Hellas e la corvetta Hydras. A Bouboulina è dedicata la fregata Bouboulina della classe Kortenaer.

### Guerre balcaniche
Altra tappa storica fu la battaglia di Elli, della prima guerra balcanica combattuta nel Mar Mediterraneo al largo di Elli il 16 dicembre 1912 tra unità della Regia Marina Ellenica contro unità della Marina ottomana (Osmanlı Donanması). I greci potevano contare sul nuovo incrociatore corazzato Georgios Averof, incrociatore corazzato della classe Pisa e nave ammiraglia greca, sul quale il contrammiraglio Pavlos Kountouriotis aveva issato la sua insegna di comando, e su tre vecchie corazzate della classe Hydra da 4.000 tonnellate di dislocamento. Per contro i turchi potevano contare principalmente su due vecchie corazzate da 10.000 t. di dislocamento della classe Brandenburg armate con quattro cannoni da 280mm in torri binate, costruite in Germania e con un passato servizio nella Kaiserliche Marine, ma irrimediabilmente antiquate all'epoca. Le due navi, già Kurfürst Friedrich Wilhelm e Weissenburg, ora avevano i nomi di due famosi ammiragli turchi del passato, Hayreddin Barbarossa e Turgut Reis, ossia Dragut (che aveva diretto l'assedio di Malta (1565)).

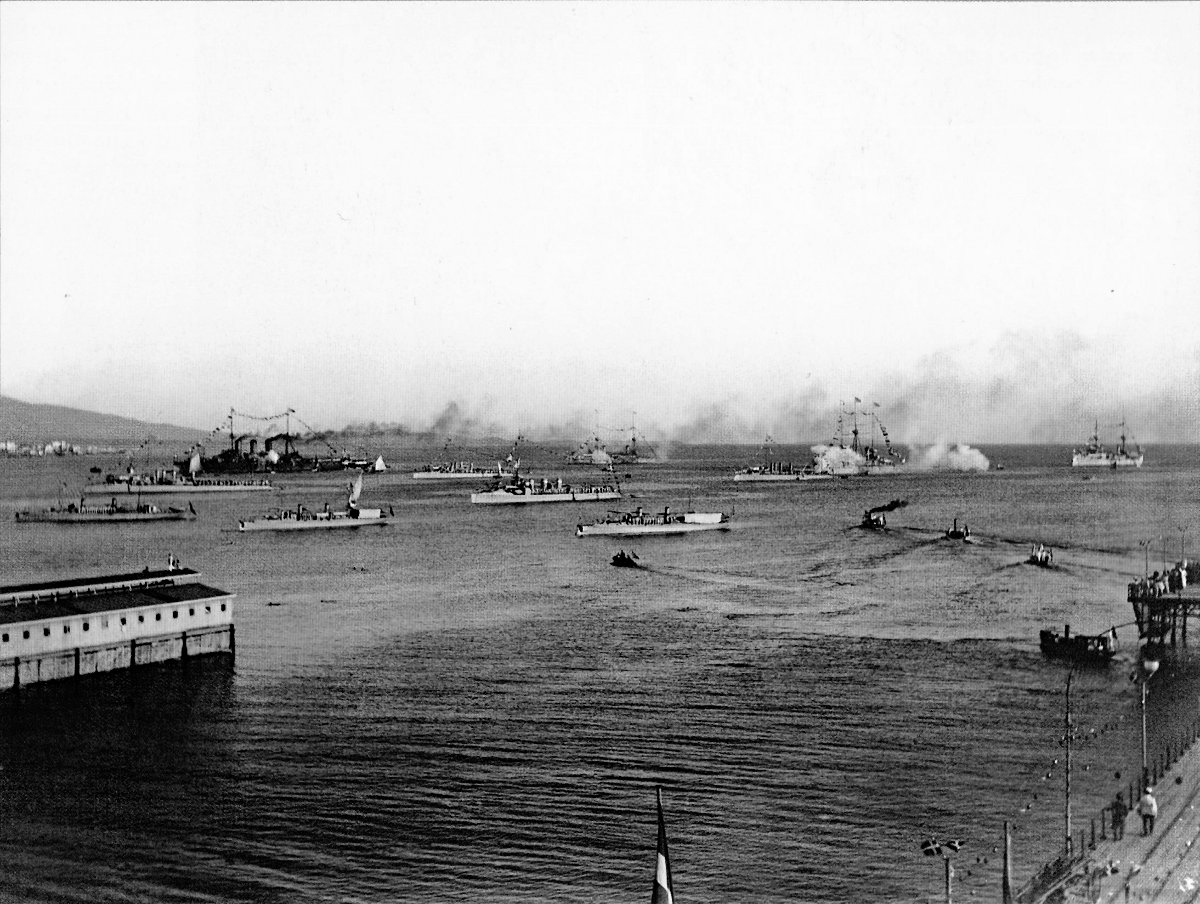
La flotta greca al Falirion nell'ottobre 1912, pronta per partire per le guerre balcaniche.

Il 16 dicembre 1912, la flotta ottomana uscì dai Dardanelli nel tentativo di forzare il blocco nemico, scontrandosi con una squadra navale greca comandata dal contrammiraglio Kountouriotis che attaccò e mise in fuga la flotta ottomana; in particolare la Georgios Averof attaccò da sola lasciando indietro le tre vecchie corazzate Hydra, Spetsai e Psara dopo aver segnalato l'ordine di azione indipendente, attaccando prima l'ammiraglia turca Hayreddin Barbarossa e poi la sua gemella Turgut Reis ed obbligando i turchi a ritirarsi, visto anche il sopraggiungere del resto della flotta greca. Le sue torri principali montavano cannoni da 234 mm (9,2") che danneggiarono pesantemente la ammiraglia turca e colpirono anche l'altra corazzata presente. Nel mentre le tre Hydra raggiungevano la scena della battaglia ma la ritirata turca non permetteva loro di mettere a segno alcun colpo. In seguito tre dei quattro cacciatorpediniere greci inseguirono la flotta turca in disordinata ritirata, ma senza esito. Da quel momento la squadra greca prese come base il porto di Mudros nell'isola di Lemno.
Un effetto della battaglia, alla quale seguì un mese dopo la battaglia di Lemno, fu quello di far ritirare la flotta turca all'interno dei Dardanelli, sotto la protezione dei forti, ma impossibilitata a scortare convogli di truppe di rinforzo alle armate che combattevano in Europa, contribuendo così alla sconfitta terrestre dell'Impero Ottomano.

### Prima guerra mondiale
Nei primi mesi del 1914 per la Marina greca vennero ordinati in Gran Bretagna due incrociatori della classe Town di tipo Birkenhead, con i nomi Antinavarchos Kontouriotis (Αντιναύαρχος Κουντουριωτης, il viceammiraglio Pavlos Kountouriotis vincitore della battaglia di Elli) e Lambros Katsonis. Nei primi mesi del 1915, in seguito allo scoppio della prima guerra mondiale, l'Ammiragliato britannico acquisì le navi, che entrarono in servizio per la fine dello stesso anno. Dopo la guerra le due navi vennero offerte alla marina greca che però ne rifiutò l'acquisto.
In seguito due navi greche sono state chiamate Elli in ricordo della battaglia: un incrociatore posamine affondato dagli italiani alla vigilia della campagna di Grecia nella quale la marina greca a causa della obsolescenza delle sue navi non poté giocare alcun ruolo attivo, e un incrociatore ceduto dall'Italia alla fine della seconda guerra mondiale, l'Eugenio di Savoia.

### Seconda guerra mondiale
La Averof rimase invece in servizio, attraversando le guerre balcaniche, la prima guerra mondiale, la guerra con la Turchia, la seconda guerra mondiale, fino al 1952, poi fino al 1983 fu usata come base per l'addestramento delle reclute. Infine si decise di trasformarla in nave museo, avendo vissuto praticamente quasi tutta la storia della marineria greca nel XX secolo, essendo ormai parte dell'immaginario della nazione, infatti con la sua azione si riuscì a conquistare all'impero ottomano molte isole dell'Egeo prossime alla costa Turca. La sua entrata nel porto di Costantinopoli è stata immortalata anche in alcuni famosi quadri. Durante la seconda guerra mondiale fu protagonista di una rocambolesca fuga contravvenendo agli ordini di autoaffondamento, prima dirigendosi verso Creta e poi verso l'Egitto, dove divenne un importante punto d'incontro per il governo in esilio. Fece anche da scorta ai convogli alleati nell'oceano indiano. La nave è ancora iscritta nel registro delle unità attive come nave museo.

### Dal 1950 al 2000
Dopo la fine della seconda guerra mondiale la Grecia nel 1952 divenne parte della NATO iniziando anche a cooperare con il suo nemico storico, la Turchia, con la quale arrivò comunque sull'orlo del confronto armato diretto, come durante le varie fasi che portarono alla divisione dell'isola di Cipro, nelle quali unità aeree e navali dei due paesi arrivarono in alcuni casi a contatto e con scontri armati. La marina greca ha comunque sempre perseguito una politica di espansione e rinnovamento, con un consistente aiuto da parte degli Stati Uniti, anche per poter onorare i suoi impegni nell'ambito NATO, e partecipa con sue unità alle forze congiunte come la Standing NATO Maritime Group 2 e la Standing NATO Response Force Mine Countermeasures Group 2. Alcune unità come il cacciatorpediniere HS Kriezis (DD-217) hanno partecipato durante la prima guerra del Golfo a formazioni navali NATO come la Naval On-call Forces Mediterranean (il vecchio nome della SNMG2), Task Force 432, in occasione della esercitazione Deterrent Force 2/90, parte della Operazione Desert Shield.

## Flotta

### Navi
| Sigla                       | Nave                                   | Immagine    | Tipo                        | Classe                             | Dislocamento | Anno di entrata in servizio | Base        | Anno di prevista dismissione | Note |
| Sottomarini                 | Sottomarini                            | Sottomarini | Sottomarini                 | Sottomarini                        | Sottomarini  | Sottomarini                 | Sottomarini | Sottomarini                  | Sottomarini |
| --------------------------- | -------------------------------------- | ----------- | --------------------------- | ---------------------------------- | ------------ | --------------------------- | ----------- | ---------------------------- | --- |
| S111                        | HS Nireus (Νηρεύς)                     |             | Sottomarino                 | Classe Glavkos Type (209/1100)     | 1.810 t.     | 1972                        |             |                              | |
| S112                        | HS Triton (Τρίτων)                     |             | Sottomarinop                | Classe Glavkos Type (209/1100)     | 1.810 t.     | 1972                        |             |                              | |
| S113                        | HS Proteus (Πρωτεύς)                   |             | Sottomarino                 | Classe Glavkos Type (209/1100)     | 1.810 t.     | 1972                        |             |                              | |
| S116                        | HS Poseidon (Ποσειδών)                 |             | Sottomarino                 | Classe Poseidon Type (209/1200)    | 1.810 t.     | 1979                        |             |                              | |
| S117                        | HS Amfitriti (Αμφιτρίτη)               |             | Sottomarino                 | Classe Poseidon Type (209/1200)    | 1.810 t.     | 1979                        |             |                              | |
| S119                        | HS Pontos (Πόντος)                     |             | Sottomarino                 | Classe Poseidon Type (209/1200)    | 1.810 t.     | 1979                        |             |                              | |
| S118                        | HS Okeanos (Ωκεανός)                   |             | Sottomarino                 | Classe Okeanos Type (209/1500 AIP) | 1.810 t.     | 1979                        |             |                              | originariamente della classe Classe Poseidon Type (209/1200) dopo l'aggiornato del 2009 forma una classe tua sua                                                                             |
| S120                        | HS Papanikolis (Παπανικολής)           |             | Sottomarino                 | Classe Papanikolis (Type 214)      | 1.690 t.     | 2010                        |             |                              | |
| S121                        | HS Pipinos (Πιπίνος)                   |             | Sottomarino                 | Classe Papanikolis (Type 214)      | 1.690 t.     | 2015                        |             |                              | |
| S122                        | HS Matrozos (Ματρώζος)                 |             | Sottomarino                 | Classe Papanikolis (Type 214)      | 1.690 t.     | 2016                        |             |                              | |
| S123                        | HS Katsonis (Κατσώνης)                 |             | Sottomarino                 | Classe Papanikolis (Type 214)      | 1.690 t.     | 2016                        |             |                              | |
| Fregata                     |                                        |             |                             |                                    |              |                             |             |                              | |
| F-452                       | Hydra (Ύδρα)                           |             | Fregata missilistica        | Classe Hydra (Tipo: Meko-200HN)    | 3.200 t.     | 1992                        |             |                              | |
| F-453                       | Spetsai (Σπέτσαι)                      |             | Fregata missilistica        | Classe Hydra (Tipo: Meko-200HN)    | 3.200 t.     | 1996                        |             |                              | |
| F-454                       | Psara (Ψαρά)                           |             | Fregata missilistica        | Classe Hydra (Tipo: Meko-200HN)    | 3.200 t.     | 1998                        |             |                              | |
| F-455                       | Salamis (Σαλαμίς)                      |             | Fregata missilistica        | Classe Hydra (Tipo: Meko-200HN)    | 3.200 t.     | 1998                        |             |                              | |
| F-450                       | Elli (Έλλη)                            |             | Fregata missilistica        | Classe Elli                        | 3.050 t.     | 1981                        |             |                              | ex Pieter Florisz (F-812) mai entrata in servizio con la Marina Olandese |
| F-451                       | Limnos (Λήμνος)                        |             | Fregata missilistica        | Classe Elli                        | 3.050 t.     | 1982                        |             |                              | ecx Witte de With (F-813) mai entrata in servizio con la Marina Olandese |
| F-459                       | Adrias (Αδριάς)                        |             | Fregata missilistica        | Classe Elli                        | 3.050 t.     | 1979                        |             |                              | ex Callenburgh (F-808) della Marina Olandese |
| F-460                       | Aigaion (Αιγαίον)                      |             | Fregata missilistica        | Classe Elli                        | 3.050 t.     | 1980                        |             |                              | ex Banckert (F-810) della Marina Olandese |
| F-461                       | Navarinon (Ναυαρίνον)                  |             | Fregata missilistica        | Classe Elli                        | 3.050 t.     | 1980                        |             |                              | ex Van Kinsbergen (F-809) della Marina Olandese |
| F-462                       | Kountouriotis (Κουντουριώτης)          |             | Fregata missilistica        | Classe Elli                        | 3.050 t.     | 1978                        |             |                              | ex Kortenaer (F-807) della Marina Olandese |
| F-463                       | Bouboulina (Μπουμπουλίνα)              |             | Fregata missilistica        | Classe Elli                        | 3.050 t.     | 1983                        |             |                              | ex(F-826)Pieter Florisz nonché ex-Willem van der Zaan della Marina Olandese |
| F-464                       | Kanaris (Κανάρης)                      |             | Fregata missilistica        | Classe Elli                        | 3.050 t.     | 1983                        |             |                              | ex Jan van Brakel (F-825) della Marina Olandese |
| F-465                       | Themistoklis (Θεμιστοκλής)             |             | Fregata missilistica        | Classe Elli                        | 3.050 t.     | 1981                        |             |                              | exPhilips van Almonde (F-823) |
| F-466                       | Nikiforos Fokas (Νικηφόρος Φωκάς)      |             | Fregata missilistica        | Classe Elli                        | 3.050 t.     | 1982                        |             |                              | ex Bloys van Treslong (F-824) |
| Pattugliatore               |                                        |             |                             |                                    |              |                             |             |                              | |
| P196                        | HS Andromeda (Ανδρομέδα)               |             | pattugliatore costiero      | Classe Tjeld                       | 77 t.        |                             |             |                              | |
| P198                        | HS Kyknos (Κύκνος)                     |             | pattugliatore costiero      | Classe Tjeld                       | 77 t.        |                             |             |                              | |
| P199                        | HS Pegasus (Πήγασος)                   |             | pattugliatore costiero      | Classe Tjeld                       | 77 t.        |                             |             |                              | |
| P228                        | HS Toxotis (Τοξότης)                   |             | pattugliatore costiero      | Classe Tjeld                       | 77 t.        |                             |             |                              | |
| Ρ286                        | HS Diopos Antoniou (Δίοπος Αντωνίου)   |             | pattugliatore costiero      | Classe Tjeld                       | 77 t.        |                             |             |                              | |
| Ρ287                        | HS Kelevstis Stamou (Κελευστής Στάμου) |             | pattugliatore costiero      | Classe Tjeld                       | 77 t.        |                             |             |                              | |
| Motocannoniera missilistica |                                        |             |                             |                                    |              |                             |             |                              | |
| P18                         | HS Armatolos                           |             | Motocannoniera              | Classe Osprey 55                   | 564 t.       | 1990                        |             |                              | |
| P19                         | HS Navmachos                           |             | Motocannoniera              | Classe Osprey 55                   | 564 t.       | 1990                        |             |                              | |
| P 20                        | HS Laskos (Αντιπλοίαρχος Λάσκος)       |             | motocannoniera missilistica | Classe Laskos                      | 425 t.       | 1977                        |             |                              | (ex P 50) |
| P 21                        | HS Blessas (Μπλέσσας)                  |             | motocannoniera missilistica | Classe Laskos                      | 425 t.       | 1977                        |             |                              | (ex P 51) |
| P 22                        | HS Mykonios (Μυκόνιος)                 |             | motocannoniera missilistica | Classe Laskos                      | 425 t.       | 1978                        |             |                              | (ex P 57) |
| P 23                        | HS Troupakis (Τρουπάκης)               |             | motocannoniera missilistica | Classe Laskos                      | 425 t.       | 1977                        |             |                              | (ex P 52) |
| P24                         | HS Kavaloudis(Καβαλούδης)              |             | motocannoniera missilistica | Classe Kavaloudis                  | 425 t.       | 1980                        |             |                              | |
| P26                         | HS Degiannis (Ντεγιάννης)              |             | motocannoniera missilistica | Classe Kavaloudis                  | 425 t.       | 1980                        |             |                              | |
| P27                         | HS Xenos (Ξένος)                       |             | motocannoniera missilistica | Classe Kavaloudis                  | 425 t.       | 1981                        |             |                              | |
| P28                         | HS Simitzopoulos (Σιμιτζόπουλος)       |             | motocannoniera missilistica | Classe Kavaloudis                  | 425 t.       | 1981                        |             |                              | |
| P29                         | HS Starakis (Σταράκης)                 |             | motocannoniera missilistica | Classe Kavaloudis                  | 425 t.       | 1981                        |             |                              | |
| P57                         | HS Kasos (Κάσος)                       |             | Motocannoniera              | Classe HSY-55                      | 595 t.       | 1993                        |             |                              | |
| P61                         | HS Polemistis (Πολεμιστής)             |             | Motocannoniera              | Classe HSY-55                      | 595 t.       | 1994                        |             |                              | |
| P67                         | HS Roussen (Ρουσσέν)                   |             | motocannoniera missilistica | Classe Roussen                     | 668 t.       | 2005                        |             |                              | |
| P68                         | HS Daniolos (Δανιόλος)                 |             | motocannoniera missilistica | Classe Roussen                     | 668 t.       | 2006                        |             |                              | |
| P69                         | HS Krystallidis (Κρυσταλλίδης)         |             | motocannoniera missilistica | Classe Roussen                     | 668 t.       | 2006                        |             |                              | |
| P70                         | HS Grigoropoulos (Γρηγορόπουλος)       |             | motocannoniera missilistica | Classe Roussen                     | 668 t.       | 2010                        |             |                              | |
| P71                         | HS Ritsos (Ρίτσος)                     |             | motocannoniera missilistica | Classe Roussen                     | 668 t.       | 2015                        |             |                              | |
| P78                         | HS Karathanasis (Καραθανάσης)          |             | motocannoniera missilistica | Classe Roussen                     | 668 t.       | 2020                        |             |                              | |
| P79                         | HS Vlahakos (Βλαχάκος)                 |             | motocannoniera missilistica | Classe Roussen                     | 668 t.       |                             |             |                              | in costruzione |
| P72                         | HS Votsis (Βότσης)                     |             | motocannoniera missilistica | Classe Votsis                      | 265 t.       | 1974                        |             |                              | ex-Iltis |
| P73                         | HS Pezopoulos (Πεζόπουλος)             |             | motocannoniera missilistica | Classe Votsis                      | 265 t.       | 1974                        |             |                              | ex-Storch |
| P75                         | HS Maridakis (Μαριδάκης)               |             | motocannoniera missilistica | Classe Votsis                      | 265 t.       | 1974                        |             |                              | ex-Häher |
| P229                        | HS Tolmi (Τόλμη)                       |             | Motocannoniera              | Classe Asheville                   | 244 t.       | 1969                        |             |                              | ex-Green Bay dell'US Navy |
| P230                        | HS Ormi (Ορμή)                         |             | Motocannoniera              | Classe Asheville                   | 244 t.       | 1969                        |             |                              | ex-Beacon dell'US Navy |
| P266                        | HS Machitis (Μαχητής)                  |             | Motocannoniera              | Classe Osprey HSY-56A              | 575 t.       | 2003                        |             |                              | |
| P267                        | HS Nikiphoros (Νικηφόρος)              |             | Motocannoniera              | Classe Osprey HSY-56A              | 575 t.       | 2004                        |             |                              | |
| P268                        | HS Aittitos (Αήττητος)                 |             | Motocannoniera              | Classe Osprey HSY-56A              | 575 t.       | 2004                        |             |                              | |
| P269                        | HS Krataios (Κραταιός)                 |             | Motocannoniera              | Classe Osprey HSY-56A              | 575 t.       | 2005                        |             |                              | |
| cacciamine                  |                                        |             |                             |                                    |              |                             |             |                              | |
| M61                         | HS Evniki (Ευνίκη)                     |             | cacciamine                  | Classe Osprey                      | 895 t.       | 1994                        |             |                              | ex MHC-52 USS Heron dell'US Navy |
| M64                         | HS Kalypso (Καλυψώ)                    |             | cacciamine                  | Classe Osprey                      | 895 t.       | 1995                        |             |                              | ex MHC-53 USS Pelican dell'US Navy |
| M62                         | HS Evropi (Ευρώπη)                     |             | cacciamine                  | Classe Hunt                        | 750 t.       | 1988                        |             |                              | Fuori servizio dopo la collisione con la nave portacontainer il 27 ottobre 2020, ex HMS Bicester (M36) della marina inglese                                                                  |
| M63                         | HS Kallisto (Καλλιστώ)                 |             | cacciamine                  | Classe Hunt                        | 750 t.       | 1986                        |             |                              | ex HMS Berkeley (M40) della marina inglese |
| Mezzi da sbarco             |                                        |             |                             |                                    |              |                             |             |                              | |
| L179                        | HS Paros (Πάρος)                       |             | LCU                         | Classe Barbe                       | 166 t.       |                             | 1990        |                              | |
| L170                        | HS Folegandros (ΦΟΛΕΓΑΝΔΡΟΣ)           |             | LCU                         | Classe Barbe                       | 166 t.       | 1994                        |             |                              | |
| L173                        | HS Chios (Χίος)                        |             | LST                         | Classe Jason                       | 4.470 t.     | 1996                        |             |                              | |
| L174                        | HS Samos (Σάμος)                       |             | LST                         | Classe Jason                       | 4.470 t.     | 1994                        |             |                              | |
| L175                        | HS Ikaria (Ικαρία)                     |             | LST                         | Classe Jason                       | 4.470 t.     | 1999                        |             |                              | |
| L176                        | HS Lesvos (Λέσβος)                     |             | LST                         | Classe Jason                       | 4.470 t.     | 1999                        |             |                              | |
| L177                        | HS Rodos (Ρόδος)                       |             | LST                         | Classe Jason                       | 4.470 t.     | 2000                        |             |                              | |
| L180                        | HS Cephalonia (Κεφαλληνία)             |             | hovercaft da sbarco         | Classe Zubr                        | 555 t.       | 2000                        |             |                              | Ottenuta dalla Russia |
| L181                        | HS Zakynthos (Ιθάκη)                   |             | hovercaft da sbarco         | Classe Zubr                        | 555 t.       | 2001                        |             |                              | Ottenuta dall'Ucraina |
| L182                        | HS Ithaca (Κέρκυρα)                    |             | hovercaft da sbarco         | Classe Zubr                        | 555 t.       | 2001                        |             |                              | |
| L183                        | HS Corfu (Ζάκυνθος)                    |             | hovercaft da sbarco         | Classe Zubr                        | 555 t.       | 2004                        |             |                              | |
| L178                        | HS Naxos (Νάξος)                       |             |                             | Classe Pandora                     |              | 1990                        |             |                              | il 21 novembre 2002 è stata trasformata in Nave Trasporto Personale (PMP) e opera itinerari all'interno di NS.                                                                               |
| L195                        | HS Serifos (Σέριφος)                   |             | trasporto truppe            | Classe Pandora                     |              | 1990                        | Salamina    |                              | classe 520 tipo LDT. Il 22 ottobre 2001 è iniziata la conversione della nave PMP, al fine di operare trasporti di personale (capacità di carico di 450 persone). Completata il 12 marzo 2002 |
| A419                        | HS Pandora (Πανδώρα)                   |             | trasporto truppe            | Classe Pandora                     |              | 1973                        | Pireo       |                              | |
| A420                        | HS Pandrosos (Πάνδροσος)               |             | trasporto truppe            | Classe Pandora                     |              | 1973                        |             |                              | |

### Navi ausiliarie
| Sigla                              | Nave                                 | Immagine                          | Tipo                              | Classe                            | Dislocamento                      | Anno di entrata in servizio       | Base                              | Anno di prevista dismissione      | Note                                   |
| nave comando e supporto logistico  | nave comando e supporto logistico    | nave comando e supporto logistico | nave comando e supporto logistico | nave comando e supporto logistico | nave comando e supporto logistico | nave comando e supporto logistico | nave comando e supporto logistico | nave comando e supporto logistico | nave comando e supporto logistico      |
| ---------------------------------- | ------------------------------------ | --------------------------------- | --------------------------------- | --------------------------------- | --------------------------------- | --------------------------------- | --------------------------------- | --------------------------------- | -------------------------------------- |
| A374                               | HS Prometheus                        |                                   | Nave Comando e Supporto Logistico | classe Etna                       | 13.400 t.                         | 2003                              |                                   |                                   |                                        |
| Navi rifornimento di squadra       |                                      |                                   |                                   |                                   |                                   |                                   |                                   |                                   |                                        |
| A464                               | HS Axios (Αξιός)                     |                                   | navi da rifornimento              | Classe Lüneburg                   | 3.710 t.                          | 1968                              |                                   |                                   | A1412 Coburg                           |
| A470                               | HS Aliakmon (Αλιάκμων)               |                                   | navi da rifornimento              | Classe Lüneburg                   | 3.770 t.                          | 1968                              |                                   |                                   | ex A1415 Saarburg della marina tedesca |
| A471                               | HS Atlas I.                          |                                   | navi da rifornimento              |                                   | 5.297 t.                          | 1999                              |                                   |                                   |                                        |
| A472                               | HS Iraklis (Ηρακλής)                 |                                   | navi da rifornimento              |                                   | 6.910 t.                          | 2002                              |                                   |                                   |                                        |
| A473                               | (Αίας)                               |                                   | navi da rifornimento              |                                   | 5.297t.                           |                                   |                                   |                                   |                                        |
| Navi trasporto gasolio             |                                      |                                   |                                   |                                   |                                   |                                   |                                   |                                   |                                        |
| A375                               | HS Zeus (Ζεύς)                       |                                   | navi trasporto gasolio            |                                   | 1880 t.                           | 1989                              |                                   |                                   |                                        |
| A376                               | HS Orion (Ωρίων)                     |                                   | navi trasporto gasolio            |                                   |                                   | 1989                              |                                   |                                   |                                        |
| A416                               | HS Ouranos (Ουρανός)                 |                                   | navi trasporto gasolio            |                                   |                                   | 1977                              |                                   |                                   |                                        |
| A417                               | HS Hyperion (Υπερίων)                |                                   | navi trasporto gasolio            |                                   |                                   | 1977                              |                                   |                                   |                                        |
| Navi trasporto acqua               |                                      |                                   |                                   |                                   |                                   |                                   |                                   |                                   |                                        |
| A433                               | HS Kerkini (Κερκίνη)                 |                                   | navi trasporto acqua              |                                   |                                   | 1976                              |                                   |                                   |                                        |
| A434                               | HS Prespa (Πρέσπα)                   |                                   | navi trasporto acqua              |                                   | 860 t.                            | 1976                              |                                   |                                   |                                        |
| A466                               | HS Trichonis (Τριχωνίς)              |                                   | navi trasporto acqua              |                                   | 670 t.                            | 1991                              |                                   |                                   |                                        |
| A467                               | HS Doirani (Δοϊράνη)                 |                                   | navi trasporto acqua              |                                   | 1350 t.                           | 1980                              |                                   |                                   |                                        |
| A468                               | HS Kalliroe (Καλλιρόη)               |                                   | navi trasporto acqua              |                                   | 981 t.                            | 1972                              |                                   |                                   |                                        |
| A469                               | HS Stymphalia (Στυμφαλία)            |                                   | navi trasporto acqua              |                                   | 860 t.                            | 1991                              |                                   |                                   |                                        |
| Navi idrografiche e oceanografiche |                                      |                                   |                                   |                                   |                                   |                                   |                                   |                                   |                                        |
| A474                               | HS Pytheas (Πυθέας)                  |                                   | Nave oceanografica                |                                   | 750 t.                            | 1983                              |                                   |                                   |                                        |
| A476                               | HS Strabon (Στράβων)                 |                                   | Nave idrografica                  |                                   | 250 t.                            | 1989                              |                                   |                                   |                                        |
| A478                               | HS Nautilus (Ναυτίλος)               |                                   | Nave oceanografica                |                                   | 1400 t.                           | 1976                              |                                   |                                   |                                        |
| AΚ14                               | HS Akatos 14 (Άκατος 14)             |                                   | nave idrografica                  |                                   | 8 t.                              | 1989                              |                                   |                                   |                                        |
| Navi servizio fari                 |                                      |                                   |                                   |                                   |                                   |                                   |                                   |                                   |                                        |
| A479                               | HS Karavogiannos (Καραβόγιαννος)     |                                   | Navi servizio faro                |                                   |                                   | 1976                              |                                   |                                   |                                        |
| A481                               | HS Lykoudis (Λυκούδη)                |                                   | Navi servizio faro                |                                   |                                   | 1976                              |                                   |                                   |                                        |
| torpediniera da recupero           |                                      |                                   |                                   |                                   |                                   |                                   |                                   |                                   |                                        |
| A461                               | HS Arachthos                         |                                   | torpediniera da recupero          | Classe 430                        |                                   | 1989                              |                                   |                                   |                                        |
| A460                               | HS Evrotas                           |                                   | torpediniera da recupero          | Classe 430                        |                                   | 1989                              |                                   |                                   |                                        |
| A-463                              | HS Nestos                            |                                   | torpediniera da recupero          | Classe 430                        |                                   | 1991                              |                                   |                                   |                                        |
| Rimorchiatori                      |                                      |                                   |                                   |                                   |                                   |                                   |                                   |                                   |                                        |
| A409                               | HS Achillefs (Αχιλλεύς)              |                                   | Rimorchiatore                     |                                   |                                   |                                   |                                   |                                   |                                        |
| A410                               | HS Atromitos (Ατρόμητος)             |                                   | Rimorchiatore                     |                                   |                                   |                                   |                                   |                                   |                                        |
| A411                               | HS Adamastos (Αδάμαστος)             |                                   | Rimorchiatore                     |                                   |                                   |                                   |                                   |                                   |                                        |
| A412                               | HS Aias (Αίας)                       |                                   | Rimorchiatore                     |                                   |                                   |                                   |                                   |                                   |                                        |
| A421                               | HS Nestor (Νέστωρ)                   |                                   | Rimorchiatore                     |                                   |                                   |                                   |                                   |                                   |                                        |
| A424                               | HS Iason (Ιάσων)                     |                                   | Rimorchiatore                     |                                   | 375 t.                            |                                   |                                   |                                   |                                        |
| A425                               | HS Odyssefs (Οδυσσεύς)               |                                   | Rimorchiatore                     |                                   |                                   | 1977                              |                                   |                                   |                                        |
| A427                               | HS Danaos (Δαναός)                   |                                   | Rimorchiatore                     |                                   |                                   |                                   |                                   |                                   |                                        |
| A428                               | HS Kadmos (κάδμος)                   |                                   | Rimorchiatore                     |                                   | 101,6 t.                          | 1990                              |                                   |                                   |                                        |
| A429                               | HS Persefs (Περσεύς)                 |                                   | Rimorchiatore                     |                                   |                                   |                                   |                                   |                                   |                                        |
| A430                               | HS Atlas (Ατλας)                     |                                   | Rimorchiatore                     |                                   | 344 t.                            | 2008                              |                                   |                                   |                                        |
| A432                               | HS Gigas (Γίγας)                     |                                   | Rimorchiatore                     |                                   | 410 t.                            | 1961                              |                                   |                                   |                                        |
| A435                               | HS KEKROPS (Κέκροψ)                  |                                   | Rimorchiatore                     |                                   | 325 t.                            | 1990                              | Creta                             |                                   |                                        |
| A436                               | HS Minos (Μίνως)                     |                                   | Rimorchiatore                     |                                   |                                   |                                   |                                   |                                   |                                        |
| A437                               | HS Pelias (Πελίας)                   |                                   | Rimorchiatore                     |                                   | 57 t.                             | 1991                              |                                   |                                   |                                        |
| A439                               | HS Atrefs (Ατρεύς)                   |                                   | Rimorchiatore                     |                                   |                                   | 1995                              |                                   |                                   |                                        |
| A440                               | HS Diomidis (Διομήδης)               |                                   | Rimorchiatore                     |                                   |                                   | 1997                              |                                   |                                   |                                        |
| A441                               | HS Thisefs (Θησεύς)                  |                                   | Rimorchiatore                     |                                   |                                   |                                   |                                   |                                   |                                        |
| A442                               | HS Romaleos (Ρωμαλέος)               |                                   |                                   |                                   |                                   |                                   |                                   |                                   |                                        |
| A443                               | HS Titan                             |                                   | Rimorchiatore                     | Classe Zander                     |                                   | 2012                              | Salamina                          |                                   |                                        |
| altro                              |                                      |                                   |                                   |                                   |                                   |                                   |                                   |                                   |                                        |
| Α307                               | HS Thetis (Θetiε)                    |                                   | nave diga                         |                                   |                                   | 1960                              |                                   |                                   |                                        |
| navi museo                         |                                      |                                   |                                   |                                   |                                   |                                   |                                   |                                   |                                        |
| D16                                | HS Velos (Βέλος)                     |                                   | nave museo                        |                                   |                                   |                                   |                                   |                                   |                                        |
|                                    | HS Georgios Averof (Γεώργιος Αβέρωφ) |                                   | nave museo                        | Classe Pisa                       | 10.600 t.                         | 1911                              |                                   |                                   |                                        |
|                                    | HS Olympias (Ολυμπιάς)               |                                   | nave museo                        | Triremi                           |                                   |                                   |                                   |                                   |                                        |

## Unità navali disarmate
- Sottomarino
  - dismessi 2 su 2 Classe Balao tra il 1980 e il 1992(S-86 Triaina ex-USS Scabbardfish SS-397,S-114 Papanikolis ex USS Hardhead SS-365)
  - dismessi 2 su 2 Classe Gato tra il 1967 e il 1976 (S-17 Amfitriti ex-USS Jack SS-259, S-78 Poseidon USS Lapon SS-260)
  - dismesso 1 Classe Glafkos (Type 209-1100) nel 2011 (S110 Glafkos)
  - dismessi 2 su 2 Classe Katsonis tra il 1943 e il 1945 (Y-1 Katsonis, Y-2 Papanikolis)
  - dismesso 1 Classe Perla nel 1945 (Υ-7 Matrozos ex-Italian Perla)
  - dismessi 4 su 4 Classe Protefs tra il 1940 e il 1947 (Υ3 Protefs, Υ4 Nirefs, Υ5 Triton, Υ6 Glafkos)
  - dismesso 1 Clase Tench nel 1993 (S-115 Katsonis ex-USS Remora SS-487)
  - dismessi 2 su 2 Classe U nel 1952 (Υ-10 Xifias ex-HMS Untiring P59,Y-11 Amfitriti ex-HMS Upstart P65)
  - dismessi 4 su 4 Classe V tra il 1958 e il 1959 (Υ8 Pipinos, Υ-9 ex HMS Vengeful P86, Υ14 Triaina, Υ-15 Argonaftis)
  - dismessi 5 su 5 precedenti la prima gueraguera mondiale tra il 1901 e il 1920 (Delfin primo sottomarino della marina greca, Gryparis, Nordenfelt I, Vuteas e Xifias)
- Cacciatorpediniere lanciamissili
  - dismesse 4 su 4 classe Kimon ex classe Charles F. Adams tra il 2002 e il 2004 (D-218 HS Kimon,D-219 HS Nearchos,D-220 HS Formion,D-221 HS Themistocles)
- Fregata
  - dismessa 1 su 10 Classe Elli o Classe Kortenaer nel 2013 (F463 Bouboulina o ex-HNLMS Pieter Florisz)
  - dimesse 3 su 3 Classe Knox tra il 1998 e il 2003 (F456 Ipiros ex-USS Connole, F-458 Makedonia ex-USS Vreeland, F457 Thraki ex-USS Trippe)
  - dismessa 1 su 1 Fregata a vela Hellas nel 1831
  - dismessa 1 su 1 Fregata a vapore Amalia nel 1860
- Pre-dreadnought
  - dismesse 2 su 2 Classe Mississippi tra il 1931 e il 1932 (Kilkis ex-USS Mississippi BB-23, Lemnos ex-USS Idaho BB-24)
  - mai completata 1 (Salamis 1914– BU 1923)
  - mai completata 1 Cla Classe Bretagna (Vasilefs – BU 1914)
- Corazzate
  - dismesae 3 su 3 Classe Hydra tra il 1918 e il 1920 (Hydra, Psara, Spetsai)
  - dismesse 2 su 2 1867 e il 1869 (Vasilefs Georgios, Vasilissa Olga)

## Mezzi aerei
Sezione aggiornata annualmente in base al World Air Force di Flightglobal del corrente anno. Tale dossier non contempla UAV, aerei da trasporto VIP ed eventuali incidenti accorsi durante l'anno della sua pubblicazione. Modifiche giornaliere o mensili che potrebbero portare a discordanze nel tipo di modelli in servizio e nel loro numero rispetto a WAF, vengono apportate in base a siti specializzati, periodici mensili e bimestrali. Tali modifiche vengono apportate onde rendere quanto più aggiornata la tabella.
| Aeromobile                        | Origine     | Tipo                                                        | Versione (denominazione locale) | In servizio (2024) | Note | Immagine |
| Aerei da pattugliamento marittimo |             |                                                             |                                 |                    | |          |
| Lockheed P-3 Orion                | Stati Uniti | aereo da pattugliamento marittimo                           | P-3NH/MLU                       | 5                  | Nel 1997 furono acquistati 6 P-3B ex U.S.Navy che furono immessi in servizio senza nessun programma di aggiornamento, e 4 P-3A utilizzati come fonti di parti di ricambio. Per 5 di essi, nel 2016 è iniziato un programma di manutenzione che dovrebbe riportarli in condizioni operative, mentre il sesto esemplare sarà utilizzato come fonte per pezzi di ricambio.                                                                              |          |
| Elicotteri                        |             |                                                             |                                 |                    | |          |
| Sikorsky S-70 Aegean Hawk         | Stati Uniti | elicottero antisommergibile                                 | S-70BS-70B-6MH-60R              | 383                | 3 tra S-70B e 8 S-70B-6 ricevuti a partire dal 1994. Dopo l'approvazione del Dipartimento di Stato americano del luglio 2018 per la vendita di 7 nuovi MH-60R alla Grecia, questa, il 26 ottobre 2020, ne ordina 4 (più 3 in opzione) che dovrebbero essere consegnati entro il 2025. A fine novembre 2020 è stata esercitata l'opzione per 3 esemplari che porta a 7 il numero degli MH-60R ordinati. Primi tre MH-60R consegnati il 20 marzo 2024. |          |
| Agusta-Bell AB 212 ASW            | Italia      | elicottero antisommergibileelicottero da guerra elettronica | AB 212 ASWAB 212 EW             | 7                  | 11 AB-212 ASW e 2 AB-212EW consegnati a partire dal 1979. |          |
| Sud-Aviation SA 316 Alouette III  | Francia     | elicottero da addestramento                                 | Alouette III                    | 2                  | 1975 |          |

## Gradi della Marina Greca

### Ufficiali
| Codice NATO | OF-10              | OF-9                            | OF-8                                        | OF-7                                       | OF-6                                      | OF-5                                        | OF-4                                               | OF-3                                        | OF-2                                             | OF-1                                                         | OF-1                                    |
| ----------- | ------------------ | ------------------------------- | ------------------------------------------- | ------------------------------------------ | ----------------------------------------- | ------------------------------------------- | -------------------------------------------------- | ------------------------------------------- | ------------------------------------------------ | ------------------------------------------------------------ | --------------------------------------- |
| Grecia      | nessun equivalente |                                 |                                             |                                            |                                           |                                             |                                                    |                                             |                                                  |                                                              |                                         |
| Grecia      | nessun equivalente | Ναύαρχος Navarchos (Ammiraglio) | Αντιναύαρχος Antinavarchos (Viceammiraglio) | Υποναύαρχος Yponavarchos (Contrammiraglio) | Αρχιπλοίαρχος Archiploiarchos (Commodoro) | Πλοίαρχος Ploiarchos (Capitano di vascello) | Αντιπλοίαρχος Antiploiarchos (Capitano di fregata) | Πλωτάρχης Plotarchis (Capitano di corvetta) | Υποπλοίαρχος Ypoploiarchos (Tenente di vascello) | Ανθυποπλοίαρχος Anthypoploiarchos (Sottotenente di vascello) | Σημαιοφόρος Simaioforos (Guardiamarina) |

### Sottufficiali e comuni
| Codice NATO      | OR-9                                                                                                   | OR-9                                                                                                   | OR-9                                                                                                   | OR-9                                                                                                   | OR-9                                                                                                   | OR-9                                                                                                   | OR-8                                                  | OR-8                                                  | OR-7                                          | OR-7                                          | OR-6                           | OR-6                           | OR-6                           | OR-6                           | OR-6                           | OR-6                           | OR-5               | OR-5               | OR-4                     | OR-4                     | OR-4                     | OR-4                     | OR-3               | OR-3               | OR-2               | OR-2               | OR-1                     | OR-1                     |
| ---------------- | --- | --- | --- | --- | --- | --- | ----------------------------------------------------- | ----------------------------------------------------- | --------------------------------------------- | --------------------------------------------- | ------------------------------ | ------------------------------ | ------------------------------ | ------------------------------ | ------------------------------ | ------------------------------ | ------------------ | ------------------ | ------------------------ | ------------------------ | ------------------------ | ------------------------ | ------------------ | ------------------ | ------------------ | ------------------ | ------------------------ | ------------------------ |
| (Professionisti) | | | | | | |                                                       |                                                       |                                               |                                               |                                |                                |                                |                                |                                |                                | nessun equivalente | nessun equivalente | uomini                   | uomini                   | donne                    | donne                    | nessun equivalente | nessun equivalente | nessun equivalente | nessun equivalente | uomini                   | donne                    |
| (Professionisti) | (ΣΜΥΝ) (SMYN)                                                                                          | (ΕΠΟΠ-ΕΜΘ) (EPOP-EMTh)                                                                                 | (ΣΜΥΝ) (SMYN)                                                                                          | (ΕΠΟΠ-ΕΜΘ) (EPOP-EMTh)                                                                                 | (ΣΜΥΝ) (SMYN)                                                                                          | (ΣΜΥΝ) (SMYN)                                                                                          | (ΕΜΘ) (EMTh)                                          | (ΕΜΘ) (EMTh)                                          | (ΕΠΟΠ) (EPOP)                                 | (ΕΠΟΠ) (EPOP)                                 | (ΕΠΟΠ) (EPOP)                  | (ΕΠΟΠ) (EPOP)                  | (ΕΠΟΠ) (EPOP)                  | (ΕΠΟΠ) (EPOP)                  | (ΕΠΟΠ) (EPOP)                  | (ΕΠΟΠ) (EPOP)                  | nessun equivalente | nessun equivalente |                          |                          |                          |                          | nessun equivalente | nessun equivalente | nessun equivalente | nessun equivalente |                          |                          |
| (Professionisti) | Ανθυπασπιστής Anthypaspistis (Maresciallo)                                                             | Ανθυπασπιστής Anthypaspistis (Maresciallo)                                                             | Ανθυπασπιστής Anthypaspistis (Maresciallo)                                                             | Ανθυπασπιστής Anthypaspistis (Maresciallo)                                                             | Ανθυπασπιστής Anthypaspistis (Maresciallo)                                                             | Ανθυπασπιστής Anthypaspistis (Maresciallo)                                                             | Αρχικελευστής Archikeleustis (sergente maggiore capo) | Αρχικελευστής Archikeleustis (sergente maggiore capo) | Επικελευστής Epikeleustis (Sergente maggiore) | Επικελευστής Epikeleustis (Sergente maggiore) | Κελευστής Keleustis (Sergente) | Κελευστής Keleustis (Sergente) | Κελευστής Keleustis (Sergente) | Κελευστής Keleustis (Sergente) | Κελευστής Keleustis (Sergente) | Κελευστής Keleustis (Sergente) | nessun equivalente | nessun equivalente | Δίοπος Diopos (Caporale) | Δίοπος Diopos (Caporale) | Δίοπος Diopos (Caporale) | Δίοπος Diopos (Caporale) | nessun equivalente | nessun equivalente | nessun equivalente | nessun equivalente | Ναύτης Nautis (Marinaio) | Ναύτης Nautis (Marinaio) |
| Grecia (di leva) | | | | | | | nessun equivalente                                    | nessun equivalente                                    | nessun equivalente                            | nessun equivalente                            |                                |                                |                                |                                |                                |                                | nessun equivalente | nessun equivalente |                          |                          |                          |                          | nessun equivalente | nessun equivalente | nessun equivalente | nessun equivalente |                          |                          |
| Grecia (di leva) | Σημαιοφόρος Επίκουρος Αξιωματικός Simaioforos Epikouros Axiomatikos (Assistente ufficiale di bandiera) | Σημαιοφόρος Επίκουρος Αξιωματικός Simaioforos Epikouros Axiomatikos (Assistente ufficiale di bandiera) | Σημαιοφόρος Επίκουρος Αξιωματικός Simaioforos Epikouros Axiomatikos (Assistente ufficiale di bandiera) | Σημαιοφόρος Επίκουρος Αξιωματικός Simaioforos Epikouros Axiomatikos (Assistente ufficiale di bandiera) | Σημαιοφόρος Επίκουρος Αξιωματικός Simaioforos Epikouros Axiomatikos (Assistente ufficiale di bandiera) | Σημαιοφόρος Επίκουρος Αξιωματικός Simaioforos Epikouros Axiomatikos (Assistente ufficiale di bandiera) | nessun equivalente                                    | nessun equivalente                                    | nessun equivalente                            | nessun equivalente                            | Κελευστής Keleustis (Sergente) | Κελευστής Keleustis (Sergente) | Κελευστής Keleustis (Sergente) | Κελευστής Keleustis (Sergente) | Κελευστής Keleustis (Sergente) | Κελευστής Keleustis (Sergente) | nessun equivalente | nessun equivalente | Δίοπος Diopos (Caporale) | Δίοπος Diopos (Caporale) | Δίοπος Diopos (Caporale) | Δίοπος Diopos (Caporale) | nessun equivalente | nessun equivalente | nessun equivalente | nessun equivalente | Ναύτης Nautis (Marinaio) | Ναύτης Nautis (Marinaio) |

Equivalente della Marina Militare Italiana
- Nautis - Comune di prima classe
- Diopos - Sottocapo
- Klirotos Keleustis - sergente (solo di leva)
- Keleustis - secondo capo scelto secondo capo sergente
- Epikeleustis - capo di terza classe capo di seconda classe
- Archikelefstis - capo di prima classe Primo maresciallo
- Anthipaspistis - Primo maresciallo luogotenente